# Emmanuel de Blic
Emmanuel de Blic, né au château de Pommard le 13 juin 1881 et mort au château d'Échalot le 11 avril 1961, est un militaire français de la Première Guerre mondiale.

## Biographie

### Famille et formation
Emmanuel de Blic naît dans une famille originaire d'Irlande installée en France à la fin du XVIIe siècle, et appartenant à l'ancienne bourgeoisie. Il suivit ses études chez les Jésuites de Dijon, puis à l'École militaire de Saint Cyr, dont il sortit en 1903 comme officier de cavalerie.

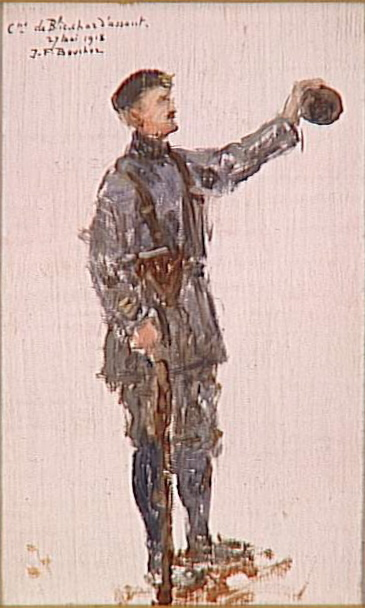
Le capitaine de Blic par Bouchor (Musée national de la coopération franco-américaine).

### Carrière militaire
Il commence sa carrière  militaire au 10e Hussards en garnison à Bordeaux puis au 16e Chasseurs à Beaune . Il est l 'un des maîtres d 'équipage de Bessey en Chaume qui courait le lièvre.
Capitaine au 1er régiment de chasseurs, puis chef d'escadron, il participe à la Première Guerre mondiale dans la cavalerie, puis dans les chars d'assaut, dont il est l'un des premiers volontaires lors de leur création au mois de septembre 1916, et y exerce plusieurs commandements importants.

### Après l'armée
Il démissionne de l'armée le 19 avril 1920 et se consacre alors à l'exploitation de son domaine d'Échalot qu'il a hérité de son père.
Maire de la commune d'Échalot durant vingt ans, il est membre du conseil général de la Côte-d'Or pour le canton d'Aignay-le-Duc.

## Distinctions
- Chevalier de la Légion d'honneur (13 aout 1920)[3]
- Croix de guerre 1914–1918

## Œuvres
- "Nous les aurons, mais après... ?: conférence donnée dans un cantonnement du front, le 9 juillet 1916", 1916
- Hervé Clérel, comte de Tocqueville, pair de France, préfet de la Restauration, sa descendance, Tocqueville, Blic, La Bourdonnaye, Thuisy, Dijon, Impr. de Darantière, 1951

## Sources
- J. Perré, "Batailles et combats des chars franc̜ais : l'année d'apprentissage (1917), Volume 1", 1937
- Henri Galli, "L'offensive Française de 1917 (avril-mai), de Soissons à Reims", 1919